# 200 mètres brasse féminin aux championnats du monde de natation 2024
Cet article traite de l'épreuve féminine. Pour la compétition masculine, voir 200 mètres brasse masculin aux championnats du monde de natation 2024.
Le 200 mètres brasse féminin est une épreuve de natation sportive des championnats du monde de natation 2024. Elle a lieu les 15 et 16 février 2024 à Doha au Qatar.

## Records
Avant cette compétition, les records dans cette discipline étaient :
| Record du monde       | 2 min 17 s 55 | Evgeniia Chikunova    | 21 avril 2023 | Kazan, Russie      |
| Record du championnat | 2 min 19 s 11 | Rikke Møller Pedersen | 1er août 2013 | Barcelone, Espagne |

## Résultats détaillés
Les 16 meilleurs temps se qualifient pour les demi-finales (Q), puis les 8 meilleurs demi-finalistes passent en finale (F).

### Séries
| Rang | Série | Ligne | Nageuse              | Pays                          | Temps         | Commentaire   |
| ---- | ----- | ----- | -------------------- | ----------------------------- | ------------- | ------------- |
| 1    | 4     | 4     | Kate Douglass        | États-Unis                    | 2:24.15       | Q             |
| 2    | 2     | 6     | Mona McSharry        | Irlande                       | 2:24.82       | Q             |
| 3    | 2     | 4     | Kotryna Teterevkova  | Lituanie                      | 2:25.09       | Q             |
| 4    | 4     | 5     | Sydney Pickrem       | Canada                        | 2:25.18       | Q             |
| 5    | 3     | 4     | Tes Schouten         | Pays-Bas                      | 2:25.90       | Q             |
| 6    | 4     | 3     | Francesca Fangio     | Italie                        | 2:26.01       | Q             |
| 7    | 4     | 6     | Gabrielle Assis      | Brésil                        | 2:26.28       | Q             |
| 8    | 1     | 3     | Alina Zmushka        | Athlètes Neutres Indépendants | 2:26.31       | Q             |
| 9    | 3     | 3     | Kristýna Horská      | Tchéquie                      | 2:26.71       | Q             |
| 10   | 2     | 5     | Letitia Sim          | Singapour                     | 2:27.08       | Q             |
| 11   | 2     | 3     | Lisa Mamié           | Suisse                        | 2:27.42       | Q             |
| 12   | 2     | 7     | Nayara Pineda        | Espagne                       | 2:27.45       | Q             |
| 13   | 2     | 2     | Ana Blažević         | Croatie                       | 2:27.51       | Q             |
| 14   | 3     | 7     | Moon Su-a            | Corée du Sud                  | 2:27.53       | Q             |
| 15   | 4     | 1     | Eleni Kontogeorgou   | Grèce                         | 2:28.53       | Q             |
| 16   | 2     | 1     | Melissa Rodríguez    | Mexique                       | 2:28.90       | Q             |
| 17   | 4     | 7     | Macarena Ceballos    | Argentine                     | 2:28.94       |               |
| 18   | 4     | 2     | Grace Palmer         | Belgique                      | 2:29.03       |               |
| 19   | 3     | 2     | Sara Franceschi      | Italie                        | 2:30.01       |               |
| 20   | 2     | 8     | Emily Santos         | Panama                        | 2:31.36       |               |
| 21   | 3     | 1     | Nikoleta Trníková    | Slovaquie                     | 2:31.52       |               |
| 22   | 3     | 5     | Abbey Harkin         | Australie                     | 2:31.93       |               |
| 23   | 3     | 8     | Ida Hulkko           | Finlande                      | 2:33.27       |               |
| 24   | 1     | 5     | Stephanie Iannaccone | Guatemala                     | 2:33.77       |               |
| 25   | 4     | 0     | Lam Hoi Kiu          | Hong Kong                     | 2:36.19       |               |
| 26   | 3     | 0     | Nadia Tudo           | Andorre                       | 2:37.70       |               |
| 27   | 4     | 9     | Tara Aloul           | Jordanie                      | 2:43.10       |               |
| 28   | 2     | 0     | Kelera Mudunasoko    | Fidji                         | 2:46.29       |               |
| 29   | 1     | 4     | Maria Batallones     | Îles Mariannes du Nord        | 2:54.73       |               |
| –    | 3     | 6     | Sophie Hansson       | Suède                         | Non partantes | Non partantes |
| –    | 4     | 8     | Martina Bukvić       | Serbie                        | Non partantes | Non partantes |

### Demi-finales
| Rang | Série | Ligne | Nageuse             | Pays                          | Temps   | Commentaire |
| ---- | ----- | ----- | ------------------- | ----------------------------- | ------- | ----------- |
| 1    | 2     | 3     | Tes Schouten        | Pays-Bas                      | 2:21.50 | F           |
| 2    | 2     | 4     | Kate Douglass       | États-Unis                    | 2:23.17 | F           |
| 3    | 1     | 5     | Sydney Pickrem      | Canada                        | 2:23.77 | F           |
| 4    | 1     | 6     | Alina Zmushka       | Athlètes Neutres Indépendants | 2:24.14 | F           |
| 5    | 2     | 7     | Lisa Mamié          | Suisse                        | 2:24.62 | F           |
| 6    | 2     | 5     | Kotryna Teterevkova | Lituanie                      | 2:24.69 | F           |
| 7    | 1     | 4     | Mona McSharry       | Irlande                       | 2:25.13 | F           |
| 8    | 2     | 2     | Kristýna Horská     | Tchéquie                      | 2:25.34 | F           |
| 9    | 2     | 6     | Gabrielle Assis     | Brésil                        | 2:25.62 |             |
| 10   | 1     | 3     | Francesca Fangio    | Italie                        | 2:26.39 |             |
| 11   | 1     | 1     | Moon Su-a           | Corée du Sud                  | 2:26.76 |             |
| 12   | 1     | 2     | Letitia Sim         | Singapour                     | 2:27.04 |             |
| 13   | 2     | 8     | Eleni Kontogeorgou  | Grèce                         | 2:28.14 |             |
| 14   | 2     | 1     | Ana Blažević        | Croatie                       | 2:28.48 |             |
| 15   | 1     | 8     | Melissa Rodríguez   | Mexique                       | 2:29.18 |             |
| 16   | 1     | 7     | Nayara Pineda       | Espagne                       | 2:29.74 |             |

### Finale
| Rang               | Ligne | Nageuse         | Pays                          | Temps         |
| ------------------ | ----- | --------------- | ----------------------------- | ------------- |
| Médaille d'or      | 4     | Tes Schouten    | Pays-Bas                      | 2 min 19 s 81 |
| Médaille d'argent  | 5     | Kate Douglass   | États-Unis                    | 2 min 20 s 91 |
| Médaille de bronze | 3     | Sydney Pickrem  | Canada                        | 2 min 22 s 94 |
| 4                  | 6     | Alina Zmushka   | Athlètes Neutres Indépendants | 2 min 24 s 44 |
| 5                  | 1     | Mona McSharry   | Irlande                       | 2 min 24 s 89 |
| 6                  | 8     | Kristýna Horská | Tchéquie                      | 2 min 25 s 34 |
| 7                  | 7     | Gabrielle Assis | Brésil                        | 2 min 25 s 66 |
| 8                  | 2     | Lisa Mamié      | Suisse                        | 2 min 26 s 23 |